# Кача (приток Енисея)
Ка́ча (в верховье Гладкая Кача) — река в Красноярском крае России. Левый приток Енисея, впадающий в него в черте Красноярска.
На языке качинцев река называлась Изыр-Су (Орлиная речка).
Длина 102 км (с Гладкой Качей), площадь водозабора 1280 км², средний расход воды — 4,3 м³/с. В бассейне реки ведутся лесозаготовки, сельское хозяйство. Общее водопотребление на орошение и сельскохозяйственные нужды не превышает 2 % годового стока (2 млн м³).

## Населённые пункты на реке
Населённые пункты на реке:
- п. Памяти 13 Борцов,
- д. Крутая,
- пгт. Емельяново,
- д. Творогово,
- п. Логовой,
- с. Дрокино,
- п. Солонцы,
- г. Красноярск.

## Рыба
Рыба:
- ленок,
- хариус,
- щука,
- окунь,
- елец,
- пескарь,
- налим.

## Притоки

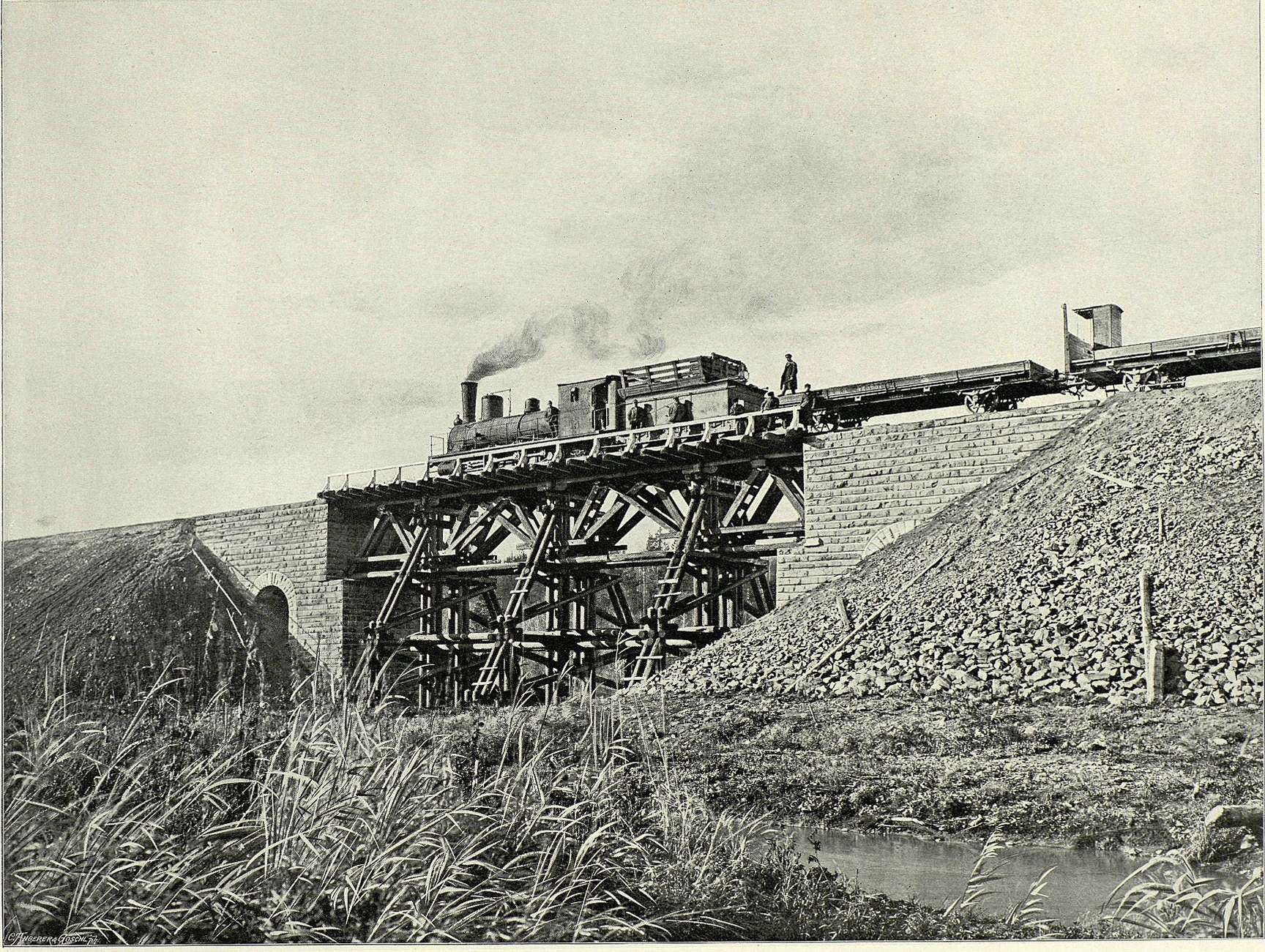
Мост через Гладкую Качу на Транссибе, 1899

- 5 км: Бугач
- Нанжуль
- Большой Арей
- 35 км: Малый Арей
- 35 км: Еловка
- 75 км: Крутая Кача
- Сумасшедшая
- Грязная
- Становая
- Тёплая

## Данные водного реестра
По данным государственного водного реестра России относится к Енисейскому бассейновому округу, водохозяйственный участок реки — Енисей от Красноярского г/у до впадения Ангары без Кана, речной подбассейн реки — Енисей между слиянием Большого и Малого Енисея и впадением Ангары. Речной бассейн реки — Енисей.